# Champanhac lo Vielh
Champanhac lo Vielh (en francès Champagnac-le-Vieux) és un municipi francès, al departament de l'Alt Loira i a la regió d'Alvèrnia-Roine-Alps. L'any 2007 tenia 241 habitants.

## Demografia
El 2007 la població de fet de Champagnac-le-Vieux era de 241 persones. Hi havia 120 famílies de les quals 54 eren unipersonals (21 homes vivint sols i 33 dones vivint soles), 29 parelles sense fills, 21 parelles amb fills i 16 famílies monoparentals amb fills.
La població ha evolucionat segons el següent gràfic: · .
Habitants censats

### Habitatges
El 2007 hi havia 276 habitatges, 124 eren l'habitatge principal de la família, 108 eren segones residències i 44 estaven desocupats. 265 eren cases i 8 eren apartaments. Dels 124 habitatges principals, 100 estaven ocupats pels seus propietaris, 12 estaven llogats i ocupats pels llogaters i 11 estaven cedits a títol gratuït; 2 tenien una cambra, 8 en tenien dues, 27 en tenien tres, 33 en tenien quatre i 54 en tenien cinc o més. 78 habitatges disposaven pel capbaix d'una plaça de pàrquing. A 55 habitatges hi havia un automòbil i a 43 n'hi havia dos o més.

### Piràmide de població
La piràmide de població per edats i sexe el 2009 era:
| Homes | Edats   | Dones |
| ----- | ------- | ----- |
| 0     | 95 o +  | 0     |
| 0     | 90 a 94 | 4     |
| 12    | 85 a 89 | 8     |
| 0     | 80 a 84 | 8     |
| 12    | 75 a 79 | 24    |
| 12    | 70 a 74 | 16    |
| 16    | 65 a 69 | 4     |
| 0     | 60 a 64 | 8     |
| 0     | 55 a 59 | 8     |
| 12    | 50 a 54 | 20    |
| 16    | 45 a 49 | 4     |
| 8     | 40 a 44 | 12    |
| 4     | 35 a 39 | 4     |
| 4     | 30 a 34 | 8     |
| 8     | 25 a 29 | 8     |
| 8     | 20 a 24 | 8     |
| 8     | 15 a 19 | 0     |
| 4     | 10 a 14 | 4     |
| 8     | 5 a 9   | 12    |
| 8     | 0 a 4   | 0     |

## Economia
El 2007 la població en edat de treballar era de 140 persones, 86 eren actives i 54 eren inactives. De les 86 persones actives 80 estaven ocupades (44 homes i 36 dones) i 6 estaven aturades (3 homes i 3 dones). De les 54 persones inactives 32 estaven jubilades, 9 estaven estudiant i 13 estaven classificades com a «altres inactius».

### Ingressos
El 2009 a Champagnac-le-Vieux hi havia 119 unitats fiscals que integraven 240 persones, la mediana anual d'ingressos fiscals per persona era de 13.198,5 €.

### Activitats econòmiques
Dels 21 establiments que hi havia el 2007, 1 era d'una empresa extractiva, 3 d'empreses alimentàries, 1 d'una empresa de fabricació d'altres productes industrials, 3 d'empreses de construcció, 4 d'empreses de comerç i reparació d'automòbils, 3 d'empreses de transport, 2 d'empreses d'hostatgeria i restauració, 1 d'una empresa financera, 1 d'una empresa immobiliària i 2 d'empreses de serveis.
Dels 6 establiments de servei als particulars que hi havia el 2009, 1 era una gendarmeria, 1 una oficina bancària, 1 taller de reparació d'automòbils i de material agrícola, 1 fusteria, 1 lampisteria i 1 electricista.
Els 3 establiments comercials que hi havia el 2009 eren fleques.
L'any 2000 a Champagnac-le-Vieux hi havia 10 explotacions agrícoles que ocupaven un total de 196 hectàrees.

## Equipaments sanitaris i escolars
El 2009 hi havia una escola elemental.

## Poblacions més properes

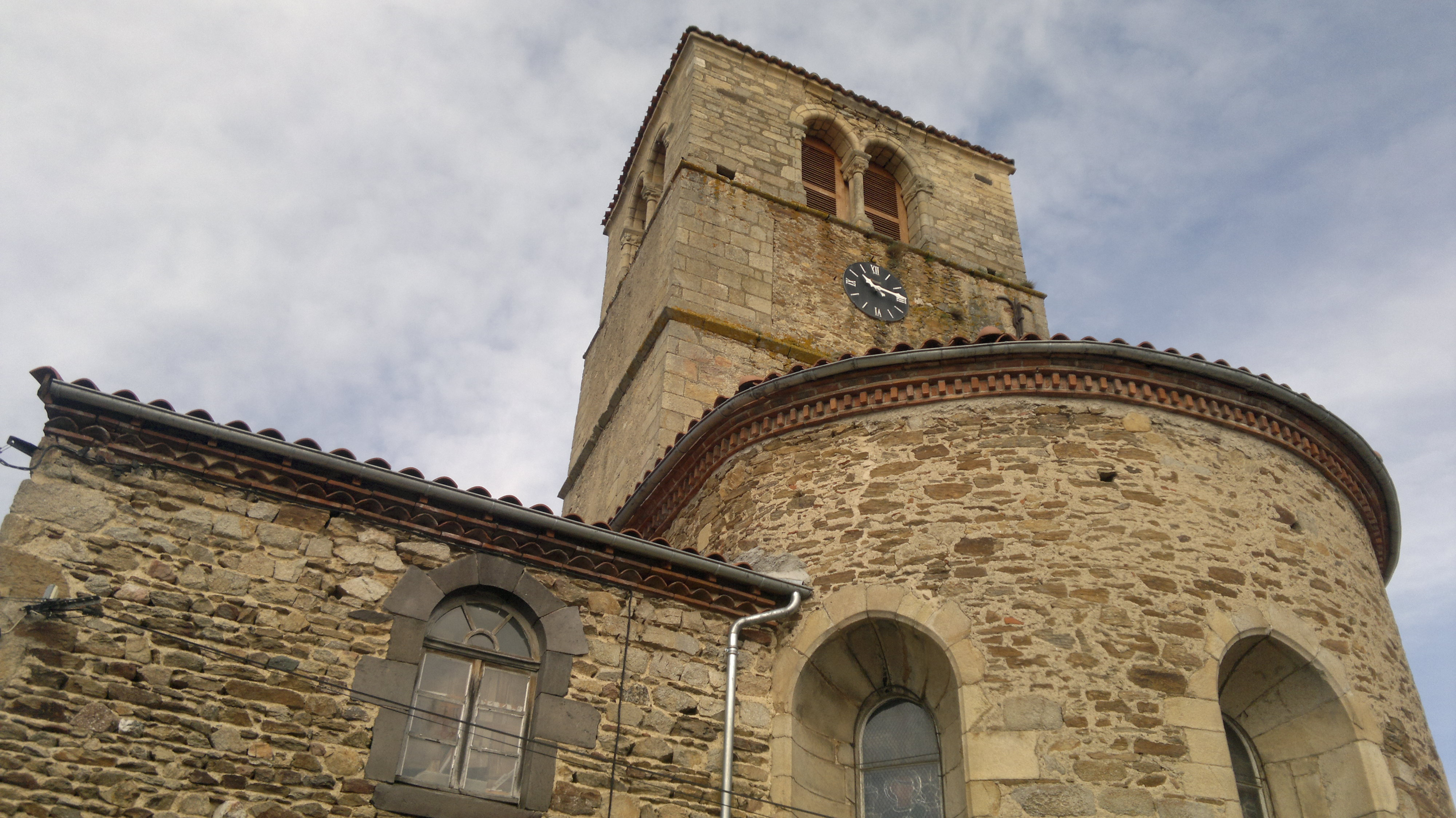
Saint-Pierre (Champagnac-le-Vieux)

El següent diagrama mostra les poblacions més properes.